# Gare de Boussay – La Bruffière
Gare de Boussay - La Bruffière – przystanek kolejowy w Boussay, w departamencie Loara Atlantycka, w regionie Kraj Loary, we Francji. Jest zarządzany przez SNCF (budynek dworca) i przez RFF (infrastruktura). 
Przystanek jest obsługiwana przez pociągi TER Pays de la Loire. 

## Położenie
Znajduje się na linii Clisson – Cholet, w km 9,712, między stacjami Cugand i Torfou, na wysokości 82 m n.p.m.

## Linie kolejowe
- Clisson – Cholet